# HSG Alumni
HSG Alumni ist eine Ehemaligenorganisation der Universität St. Gallen. Sie ist in Form eines Vereins organisiert und zählt rund 42'000 Mitglieder. Der Verein ging aus dem 1931 gegründeten Hochschulverein hervor.
Der Verein beschreibt seine Aufgaben wie folgt:
- HSG Alumni schafft eine Kultur des Zurückgebens und motiviert die Alumnae und Alumni dazu, die Universität St. Gallen finanziell und ideell zu unterstützen. (Giving back)
- HSG Alumni schafft wertvolle Erlebnisse und kreiert ein Gefühl von Zusammengehörigkeit und Identifikation. (Embracing)
- HSG Alumni stärkt die rund 190 Alumni-Clubs, fördert das Einander-Helfen und wird zur umfassenden HSG-Community. (Engaging)
- HSG Alumni ist der Karrierebegleiter und Partner für lebenslanges Lernen der HSG-Alumnae und -Alumni. (Learning)

## Auszeichnungen
- 2010 erhielt der Verein im Rahmen des vom Verband alumni-clubs.net (acn) ausgelobten Alumni-Preises «Premium D-A-CH» die Anerkennung als «hochprofessionelles Netzwerk».[3]
- 2015 folgte eine weitere Anerkennung für die Arbeit im Bereich Career Services. Besonders die Betreuung der Alumni in Karrierefragen während allen Lebensphasen wurde hervorgehoben.[4]
- 2021 überzeugte HSG Alumni erneut «durch ein sehr unternehmerisches Alumni-Management und die digitale Verzahnung in die strategische Ausrichtung der Universität St. Gallen» und gewinnt den vom Verband alumni-clubs.net (acn) ausgelobten Alumni-Preis «Premium D-A-CH».[5]